# Головаста мулова черепаха
Головаста мулова черепаха (Claudius angustatus) — єдиний вид черепах роду Головасті черепахи, родини Мулові черепахи.

## Опис
Загальна довжина досягає 10—15, зрідка 18 см. Спостерігається статевий диморфізм: самці більші за самиць. Голова цибулеподібна, велика, що дало назву цій черепасі. Шия помірного розміру. Дзьоб дуже гострий, на верхній щелепі розташовано 3 сильних зуб на кшталт ікла. Хвіст короткий. Панцир овальний, обтічний. Черевний щит дуже малий і вузький, з'єднаний зі спинним шкірястою зв'язкою. на ногах є розвинені перетинки. Дорослий самець має гак на кінці хвоста.
Голова темно—жовто або жовтувато—коричневого забарвлення. Карапакс коричневого або темно-коричневого кольору, має вузькі тонкі лінії, завдяки чому черепаха гарно маскується. Старі особини бувають також вкриті водоростями. Перебуваючи на березі нагадують купу моха або кущик. Ноги сірі або коричневі.

## Спосіб життя
Полюбляє струмки, річки, озера і болота. Значну частину часу проводить на дні водойм, полюючи на здобич. Харчується рибою та водними безхребетними. При небезпеці виділяє досить смердючий запах.
У лютому, самиця відкладає від 1 до 6 овальних яєць (за сезон буває 2 кладки). Інкубаційний період триває від 95 до 229 діб.
Цих черепах часто тримають у тераріумах.

## Розповсюдження
Мешкає у південно-східній Мексиці, Гватемалі, Белізі.